# Pławin (województwo lubuskie)
Pławin (niem. Breitenwerder) – wieś w Polsce położona w województwie lubuskim, w powiecie strzelecko-drezdeneckim, w gminie Stare Kurowo.

## Osobliwości i historia
Wieś posiada rozproszoną na nadnoteckich łąkach zabudowę. Znajduje się tutaj największa w Europie zagrodowa hodowla danieli – Rancho Glezerów (280 hektarów). Na stałe przebywa tutaj około 2000 tych zwierząt.
W latach 1975–1998 miejscowość położona była w województwie gorzowskim.

## Zabytki
Do wojewódzkiego rejestru zabytków wpisany jest:
- kościół ewangelicki, obecnie rzymskokatolicki filialny pod wezwaniem Matki Boskiej Nieustającej Pomocy, z końca XIX wieku.